# Barbara Edwards
Barbara Edwards, född 26 juni 1960 i Albuquerque, New Mexico, USA, är en amerikansk fotomodell och skådespelare. Hon utsågs till Playboys Playmate of the Month för september 1983 och till Playmate of the Year 1984.